# Yıldıray Baştürk
Yıldıray Baştürk (Herne, Alemania, 24 de diciembre de 1978) es un exfutbolista turco que jugaba como mediocampista.

## Trayectoria

### Primeros años, Bochum y Bayer Leverkusen...
Hijo de un minero, Baştürk comenzó su carrera futbolística en Sportfreunde Wanne-Eickel. De adolescente, Baştürk jugó en el SG Wattenscheid 09 , y su avance en la Bundesliga llegó con su rival de la ciudad, el VfL Bochum , con el que incluso jugó en la Copa de la UEFA . Después de la transferencia de 2001 al Bayer 04 Leverkusen , Baştürk formó parte de un equipo que terminó segundo en la liga , la DFB-Pokal y la final de la UEFA Champions League en la temporada 2001-02 . Debido a su papel en el éxito de Leverkusen y al tercer puesto de Turquía en la Copa Mundial de la FIFA 2002, Baştürk terminó noveno en la votación del Balón de Oro de 2002 . 

### Hertha y Stuttgart
En julio de 2004 fue trasladado a Hertha BSC , donde permaneció hasta 2007, cuando expiró su contrato. Baştürk acordó unirse al campeón alemán VfB Stuttgart en una transferencia el 28 de mayo de 2007 para el comienzo de la temporada 2007-08. 

### Blackburn Rovers: retiro
El 27 de enero de 2010, se anunció que Baştürk había aceptado unirse al Blackburn Rovers procedente de Stuttgart hasta el final de la temporada en una transferencia gratuita,  después de que se rescindiera su contrato con el Stuttgart.  Baştürk tuvo su primera titularidad con el Blackburn en la Premier League cuando comenzó contra el Wolverhampton Wanderers el 24 de abril de 2010 en Molineux, sin embargo, fue sustituido en el descanso. Rovers no ofreció a Baştürk una extensión de contrato.

## Selección nacional
Ha sido internacional con la Selección de fútbol de Turquía, ha jugado 45 partidos internacionales y ha anotado 2 goles.

### Participaciones en Copas del Mundo
| Mundial                        | Sede                  | Resultado    |
| ------------------------------ | --------------------- | ------------ |
| Copa Mundial de Fútbol de 2002 | Corea del Sur y Japón | Tercer lugar |

## Clubes
| Club                           | País       | Año       |
| ------------------------------ | ---------- | --------- |
| SG Wattenscheid 09             | Alemania   | 1996-1997 |
| VfL Bochum                     | Alemania   | 1997-2001 |
| Bayer Leverkusen               | Alemania   | 2001-2004 |
| Hertha BSC Berlin              | Alemania   | 2004-2007 |
| VfB Stuttgart                  | Alemania   | 2007-2009 |
| Blackburn Rovers Football Club | Inglaterra | 2010      |